# Національна дорога 42 (Польща)
Національна дорога 42 (пол. Droga krajowa nr 42, DK42) — національна дорога класу GP та G, що проходить через Опольське, Сілезьке, Лодзьке та Свєнтокшиське воєводства, довжиною приблизно 275 км. Пролягає від Каменни біля Намислова до Рудніка біля Стараховіце. Дорога має спільні ділянки з дорогою 45 між Прашкою та Ключборком, довжиною приблизно 22 км, та з дорогою 43 між Рудниками та Явожно, довжиною приблизно 4,5 км. У минулому цей номер позначав нинішню ділянку DK11 від Познані через Яроцин і Плешев до Каліша (сьогодні DK12).

## Клас дороги
Дорога має параметри класу GP на таких ділянках:
- Обійстя Ключборка
- міська ділянка в Радомсько (вул. Краківська — вул. Міцкевича)
- Скаржисько-Каменна — Рудник

і параметри класу G на перерізах:
- Намислув — Ключборк
- Ключборк — Прашка — Рудники — Дзялошин — Паєчно — Нова Бжезніца — Радомсько (вул. Краківська)
- Радомсько (вул. Міцкевича) — Пшедбуж — Руда Малєнецька — Конські — Скаржисько-Каменна [1].

## Допустиме навантаження на вісь
З 13 березня 2021 року на дорогах дозволено рух транспортних засобів з навантаженням на одну ведучу вісь до 11,5 тонн.

### До 13 березня 2021 року
Раніше на державну дорогу № 42 діяли обмеження щодо допустимого навантаження на одну вісь:
| Знак | Допустиме навантаження | Ділянка |
| ---- | ---------------------- | --- |
| DK42 | до 11,5 тонн           | - Радомсько (спільна ділянка з 91) - Скаржисько-Каменна (S7 — роз'їзд «Скаржисько-Каменна Полуднє») — Стараховіце — Руднік |
| DK42 | до 10 тонн             | - Каменна (39) — Ключборк (11) - Ключборк (45) — Прашка — Рудники — Явожно (43) - Дзялошин (486) — Паєчно — Нова Бжезніца — Радомсько (91) - Радомсько (91) — Пшедбуж — Руда-Маленецька — Конське — Скаржисько-Каменна (S7 — «Скаржисько-Каменна південь») |
| DK42 | до 8 тонн              | Явожно (43) — Дзялошин (486) |

## Важливі міста вздовж маршруту 42
- Каменна (DK39)
- Волчин
- Ключборк (DK11, DK45) — об'їзна дорога
- Гожув-Шльонський (DK45) — об'їзна дорога в стадії будівництва
- Прашка (DK45) — будується об'їзна дорога
- Рудники (DK43)
- Явожно (DK43)
- Рацишин
- Дзялошин
- Паєнчно
- Нова Бжезьниця
- Радомсько (DK1, DK91) — частково об'їзна
- Пшедбуж
- Руда Малєнецька (DK74)
- Конське
- Стомпоркув
- Скаржисько-Каменна (S7)
- Вонхоцьк — об'їзна, що будується в рамках Програми будівництва 100 об'їзних доріг
- Стараховиці — об'їзна дорога, запланована в рамках Програми будівництва 100 об'їзних доріг
- Рудник (DK9)